# Сражение при Уддевалле
Сражение при Уддевалле — сражение между шведской и датской армиями, состоявшееся в 1677 году у города Уддевалла и завершившееся победой датчан в рамках Датско-шведской войны 1675—1679 годов.

## Предыстория
После захвата норвежцами Марстранда возникла угроза шведскому Гётеборгу. Магнус Делагарди собрал войско из 3000 солдат, из которых 1200 были свежими кавалерийскими новобранцами. Армия расположились лагерем у Венерсборга 10 августа, а оттуда перебралась к Уддевалле. Однако сильная датско-норвежская армия из 5600 солдат во главе с Ульриком Гюлленлёве выдвинулась из Норвегии и догнала шведов.

## Ход сражения
Делагарди развернул свои войска для обороны от лобовых атак, но Гюлленлёве решил ударить по шведским флангам, пытаясь отрезать противнику пути отступления к реке Гёта-Эльв. Делагарди был вынужден приказать своей кавалерии прикрыть отступление шведской пехоты к реке, но когда в бой вступила датская кавалерия, шведская конница бежала без единого выстрела. Делагарди сам был почти пленен, и сражение перешло в неорганизованной разгром (датский источник писал, что шведы «бежали, как зайцы среди скал»). Только в Куру-Бру, в 5 км к востоку от Уддеваллы, щведы остановились и заняли позиции для обороны. Пикинёры защищали мост от атак норвежской кавалерии, пока остальные шведы не пересекли его, после чего мост был разрушен.

## Последствия
Шведская армия достигла безопасных позиций за рекой Гёта-Эльв, но её потери составили 500 человек и 9 пушек. Вина за поражение была возложена на плохую обученность шведских войск и некомпетентность Делагарди как полководца. После битвы он был отстранен от командования с выговором от короля.